# تشارلز غراي
تشارلز غراي، ثاني من مُنح لقب إيرل غراي (بالإنجليزية: Charles Grey)‏، عضو فرسان الرباط والمجلس الخاص للمملكة المتحدة (13 مارس 1764-17 يوليو 1845)، عُرف في الفترة المحصورة بين 1806 و1807 بلقب الفيكونت هاوك، سياسي بريطاني تقلد منصب رئيس وزراء المملكة المتحدة من نوفمبر 1830 حتى يوليو 1834.
قاد لفترة طويلة العديد من الحركات الإصلاحية، أشهرها قانون الإصلاح 1832، فضلًا عن كونه عضوًا في حزب الأحرار البريطاني. شهدت حكومته أيضًا قانون إلغاء العبودية في الإمبراطورية البريطانية، حيث اشترت الحكومة العبيد من ملاكهم في عام 1833. كان غراي في تسعينيات القرن الثامن عشر من أشد المعارضين لسياسات ويليام بيت الأصغر على كل من الصعيدين الداخلي والخارجي. في عام 1807، استقال من منصب وزير الخارجية احتجاجًا على رفض الملك القاطع للتحرر الكاثوليكي. استقال غراي نهائيًا في عام 1834 بسبب خلافاتٍ حصلت في مجلس الوزراء بشأن إيرلندا، فضلًا عن تقاعده عن السياسة.
يصنفه العلماء في مرتبةٍ عالية بين رؤساء الوزراء البريطانيين، نظرًا لتفاديه العديد من الصراعات الأهلية وتمكينه التقدم الفيكتوري. سُمي شاي إيرك غراي تيمنًا به.
كان غراي، الذي ينحدر من عائلة نورثمبريانية عريقة كانت تسكن في قاعة هاويك، ثاني أبناء (وأكبر من بقي على قيد الحياة) الجنرال تشارلز غراي كي بي (1729-1807) من زوجته إليزابيث (1743/4-1822)، ابنة جورج غراي ساوثيك، بمقاطعة درم. كان لديه أربعة أشقاء وشقيقتان. تلقى تعليمه في مدرسة ريتشموند، بعدها في كلية إيتون ومن ثم كلية الثالوث بجامعة كامبريدج، مما منحه المقدرة على اكتساب فن التأليف والخطابة في كل من الإنجليزية واللاتينية والذي جعله بالتالي أحد أبرز الخطباء البرلمانيين في جيله.

## الألقاب التي حصل عليها
أصبح ثاني إيرل غراي، وفيكونت هاوك وبارون غراي هاوك في 14 نوفمبر 1807 وذلك بعد وفاة والده. وبعد وفاة عمه في 30 مارس 1808، أصبح ثالث من يحصل على لقب بارونيت غراي هاوك.

## مسيرته الحكومية

### انتخابه في البرلمان، 1786
في 14 سبتمبر 1786، انتُخب غراي لعضوية البرلمان عن الدائرة الانتخابية نورثمبيرلاند، عن عمر بلغ 22 سنة فقط. أصبح عضوًا في حزب الأحرار البريطاني الذي يقوده كل من تشارلز جيمس فوكس، وريتشارد برينسلي شيريدان، وأمير ويلز، وسرعان ما أصبح أحد كبار زعماء حزب الأحرار البريطاني. كان أصغر مدير على اللجنة المعنية بمحاكمة وارين هاستينغز. كتب المؤرخ توماس بابنجتون ماكولي بحقه في عام 1841:
في عصرٍ لا يزال فيه معظم الذين يميزون أنفسهم في الحياة يتنافسون على الجوائز والزمالات في الكليات، حقق هو لنفسه مكانةً بارزةً في البرلمان. لم يكن الحظ ولا العلاقات نقطة قوته بل كان يتميز بالرغبة التي دفعته إلى بلوغ ذروة مواهبه الرائعة وشرفه الذي لا تشوبه شائبة. في الثالثة والعشرين من عمره، كان الناس يرون أنه يستحق أن يُصنف مع رجال الدولة المخضرمين الذين كانوا مندوبين عن مجلس العموم البريطاني، في نقابة النبلاء البريطانيين. لقد رحل كل من كانوا في تلك النقابة، باستثنائه هو، سواء كانوا جناة أو محامين أو متهمين. وبالنسبة للجيل الذي يتمتع الآن بحيوية الحياة، فهو الوحيد الذي يمثل العصر العظيم الذي ولت أيامه. لكن أولئك الذين أصغوا ببهجةٍ، خلال السنوات العشر الماضية، حتى أضاءت شمس الصباح على أنسجة مجلس اللوردات، إلى فصاحة تشارلز إيرل غراي المتسمة بالحيوية والسمو، قادرين على تكوين فكرةٍ عن قوى جنسٍ من الرجال لم يكن هو الأبرز بينهم.
لوحظ أيضًا أن غراي كان يدعوا إلى إصلاح البرلمان والتحرر الكاثوليكي. لم تضره كثيرًا علاقته الغرامية بجورجينا كافندش، والتي كانت هي نفسها مناضلةً سياسيةً نشطة، على الرغم من أنها كادت أن تتسبب بطلاقها من زوجها.

## روابط خارجية
- تشارلز غراي على موقع الموسوعة البريطانية (الإنجليزية)